# سبتمبر 2010
سبتمبر 2010 هو الشهر التاسع من عام 2010، بدأ يوم الأربعاء، وانتهى يوم الخميس وأمتد لثلاثين يومًا.

## بوابة:أحداث جارية
| \| 1 سبتمبر 2010 (الأربعاء) \| عدل \| تاريخ \| راقب \| تصفح \| |     |       |      |      |
| - إسرائيل تعلن مقتل أربع مستوطنين في إطلاق نار في شمال الخليل، وكتائب عز الدين القسام تتبنى العملية. (العربية) - الرئيس الأمريكي باراك أوباما يعلن نهاية العمليات العسكرية الأمريكية في العراق وإن العراقيون أصبحو مسؤولين عن الأمن في بلادهم، ويقول إن بلاده دفعت ثمنًا باهضًا من أجل العراق. (بي بي سي) - رئيس الوزراء العراقي نوري المالكي (في الصورة) يقول إن نهاية العملية العسكرية الأمريكية في العراق تعني استعادته لاستقلاله وسيادته، ويقول إن العراق وشعبه تمكنا من طي صفحة الحرب الطائفية التي لن تعود ولن يسمح بها أحد. (بي بي سي) |     |       |      |      |
| 1 سبتمبر 2010 (الأربعاء) | عدل | تاريخ | راقب | تصفح |

| \| 2 سبتمبر 2010 (الخميس) \| عدل \| تاريخ \| راقب \| تصفح \| |     |       |      |      |
| - الرئيس الأمريكي باراك أوباما (في الصورة) يدعو الفلسطينيين والإسرائيليين في كلمته بمناسبة انطلاق المفاوضات المباشرة بينهما إلى تجاوز سنوات من عدم الثقة، ويصف استئناف المفاوضات بأنه فرصة يجب أن تستغل. (بي بي سي) - نائب الرئيس الأمريكي جو بايدن يقول إنه مقتنع بأن العراقيين قد إقتربوا من تشكيل حكومة جديدة وذلك في غضون شهرين. (الجزيرة) - ثلاث تفجيرات في لاهور تؤدي إلى مقتل 33 شخصًا وإصابة 171 آخرين بجروح، والحكومة الباكستانية تشدد الإجراءات الأمنية في المدينة. (رويترز) |     |       |      |      |
| 2 سبتمبر 2010 (الخميس) | عدل | تاريخ | راقب | تصفح |

| \| 3 سبتمبر 2010 (الجمعة) \| عدل \| تاريخ \| راقب \| تصفح \| |     |       |      |      |
| - المبعوث الأمريكي الخاص إلى الشرق الأوسط جورج ميتشل (في الصورة) يقول إن الجلسة الأولى لمفاوضات السلام في واشنطن بين الفلسطينيين والإسرائيليين برعاية أمريكية كانت بناءة، ويوضح أن رئيس السلطة الوطنية الفلسطينية محمود عباس ورئيس الوزراء الإسرائيلي بنيامين نتنياهو اتفقا على الاستمرار في الاجتماع كل أسبوعين لتبادل وجهات النظر حول تقدم المفاوضات. (بي بي سي) - مدير عام الوكالة الدولية للطاقة الذرية يوكيا أمانو يدعو إسرائيل للتفكير في الانضمام إلى معاهدة حظر الانتشار النووي الدولية ووضع كل منشآتها النووية تحت إشراف مفتشي الوكالة. (العربية) - سقوط طائرة شحن أمريكية قرب مطار دبي الدولي ومقتل جميع أفراد طاقمها. (العربية) |     |       |      |      |
| 3 سبتمبر 2010 (الجمعة) | عدل | تاريخ | راقب | تصفح |

| \| 4 سبتمبر 2010 (السبت) \| عدل \| تاريخ \| راقب \| تصفح \| |     |       |      |      |
| - الجيش الإسرائيلي يعلن سقوط صاروخ على جنوب إسرائيل أطلق من قطاع غزة. (العربية) - الائتلاف الوطني العراقي يرشح نائب رئيس الجمهورية القيادي في المجلس الأعلى الإسلامي عادل عبد المهدي (في الصورة) لمنصب رئيس الوزراء، وقال الائتلاف في بيان له إنه بعد إعطاء الفرصة الكافية لائتلاف دولة القانون في تقديم مرشح بديل لرئيس الوزراء المنتهية ولايته نوري المالكي فإن الائتلاف اتفق على تسمية مرشحه عبد المهدي لرئاسة الوزراء في الحكومة الجديدة. (الجزيرة) - هجوم مكثف بقذائف آر بي جي على مبنى المخابرات اليمنية في لحج شنه مسلحون مجهولون يعتقد بانتمائهم لتنظيم القاعدة. (بي بي سي) |     |       |      |      |
| 4 سبتمبر 2010 (السبت) | عدل | تاريخ | راقب | تصفح |

| \| 5 سبتمبر 2010 (الأحد) \| عدل \| تاريخ \| راقب \| تصفح \| |     |       |      |      |
| - طائرات إسرائيلية تشن غارات على جنوب قطاع غزة، وأدت الغارات إلى جرح ثلاثه فلسطينيين. (الجزيرة) - السلطات البحرينية تعلن تفكيك شبكة سرية وإحباط مخططات إرهابية تستهدف المساس بالأمن الوطني وتقويض الوحدة الوطنية وتخريب الممتلكات العامة والخاصة. (بي بي سي) - الرئيس الأفغاني حامد قرضاي (في الصورة) يشكل مجلس سلام للإشراف على مفاوضات السلام التي يزمع إجراؤها مع حركة طالبان، ورئيس ديوانه يقول إن هناك بعض الشخصيات المهمة في الحركة أبدت رغبتها في إجراء المفاوضات. (بي بي سي) |     |       |      |      |
| 5 سبتمبر 2010 (الأحد) | عدل | تاريخ | راقب | تصفح |

| \| 6 سبتمبر 2010 (الإثنين) \| عدل \| تاريخ \| راقب \| تصفح \| |     |       |      |      |
| - الشرطة الباكستانية تعلن عن قيام انتحاري باقتحام مركز شرطة بسيارته وإنهيار المبنى تمامًا مما أدى إلى مقتل 17 شخصًا على الأقل. (العربية) - ملك البحرين حمد بن عيسى آل خليفة (في الصورة) يعلن عن خطة شاملة للإصلاح الديني وذلك في أعقاب الكشف عن مخطط إرهابي، ويقول إنه دعا السلطات الدينية المختصة للتثبت ممن يصعدون على المنابر، ويطالب بالعمل على التقريب بين المذاهب ونبذ العنف. (العربية) - الرئيس الإيراني محمود أحمدي نجاد يحذر في مؤتمر صحفي عُقد في قطر من أن أي هجوم يستهدف بلاده سيؤدي إلى دمار إسرائيل. (الجزيرة) |     |       |      |      |
| 6 سبتمبر 2010 (الإثنين) | عدل | تاريخ | راقب | تصفح |

| \| 7 سبتمبر 2010 (الثلاثاء) \| عدل \| تاريخ \| راقب \| تصفح \| |     |       |      |      |
| - قائد القوات الأمريكية في أفغانستان الجنرال ديفيد بتريوس يحذر من نية القس تيري جونز من حرق نسخ من القرآن في الذكرى التاسعة لهجمات الحادي عشر من سبتمبر قد تؤدي إلى تقويض جهود الولايات المتحدة في أفغانستان وتسفر عن هجمات انتقامية ضد القوات الأمريكية العاملة فيها. (بي بي سي) - الولايات المتحدة تصف تقرير الوكالة الدولية للطاقة الذرية بشأن إيران بأنه مثير للقلق، وتقول إنه يظهر أن إيران مازالت تسعى إلى تطوير قدراتها النووية. (بي بي سي) - رئيسة الحكومة الأسترالية الزعيمة العمالية جوليا غيلارد (في الصورة) ستحتفظ برئاسة الحكومة وذلك بعد حصولها على تأييد إثنين من ثلاثة نواب مستقلين لم يكونوا قد حددوا مواقفهم، ويأتي هذا الأمر نهاية لإحتقان سياسي استمر أكثر من أسبوعين عقب انتخابات عامة لم تفض إلى نتيجة حاسمة. (بي بي سي) - الحكومة الإسبانية ترفض قرار وقف النار الذي اعلنته منظمة إيتا الإنفصالية واعتبرته غير كاف، وتعلم إن عليها أن تنبذ العنف نهائيًا. (بي بي سي) |     |       |      |      |
| 7 سبتمبر 2010 (الثلاثاء) | عدل | تاريخ | راقب | تصفح |

| \| 8 سبتمبر 2010 (الأربعاء) \| عدل \| تاريخ \| راقب \| تصفح \| |     |       |      |      |
| - الشرطة العراقية تعلن عن مقتل ثلاثة أشخاص على الأقل وجرح آخرين في انفجارين قرب محطة حافلات لنقل الركاب جنوبي بغداد. (بي بي سي) - إضراب عام في فرنسا يربك خدمات القطارات والرحلات الجوية ويؤدي إلى إغلاق مؤسسات تعليمية وذلك في احتجاج آلاف العمال على خطط الحكومة التقشفية وأبرزها رفع سن التقاعد. (بي بي سي) |     |       |      |      |
| 8 سبتمبر 2010 (الأربعاء) | عدل | تاريخ | راقب | تصفح |

| \| 9 سبتمبر 2010 (الخميس) \| عدل \| تاريخ \| راقب \| تصفح \| |     |       |      |      |
| - الرئيس الأمريكي باراك أوباما يدعو القس تيري جونز إلى التراجع عن دعوته لحرق نسخ من القرآن، ويقول إن هذا الأمر سيفتح الباب واسعًا أمام تجنيد المزيد في صفوف القاعدة. (بي بي سي) - رئيس الوزراء التركي رجب طيب أردوغان (في الصورة) ينتقد أساليب معارضيه السياسيين باستخدام التضليل والدعاية المغرضة وذلك قبيل إجراء الاستفتاء على التعديلات الدستورية المقترحة من حكومته. (بي بي سي) - حركة حماس تدعو كوادرها في الضفة الغربية إلى عدم تسليم أنفسهم للأجهزة الأمنية التابعة للسلطة الفلسطينية ومقاومة أي عملية اعتقال. (بي بي سي) - تعيين وزير الاستثمار المصري محمود محيي الدين مديرًا في البنك الدولي لشؤون التنمية ومكافحة الفقر. (العربية) - السعودية ومصر والأردن والإمارات العربية المتحدة وديوان الوقف السني في العراق والكويت وقطر والبحرين ودار الفتوى في لبنان واليمن والسودان وسوريا وفلسطين يعلنون يوم الجمعة أول أيام عيد الفطر، بينما أعلنت ليبيا والمجلس الأوروبي للإفتاء والبحوث ومكتب المرجع الشيعي محمد حسين فضل الله أن الخميس هو أول أيام العيد بناءً على الحسابات الفلكية. (العربية) |     |       |      |      |
| 9 سبتمبر 2010 (الخميس) | عدل | تاريخ | راقب | تصفح |

| \| 10 سبتمبر 2010 (الجمعة) \| عدل \| تاريخ \| راقب \| تصفح \| |     |       |      |      |
| - القس الأمريكي تيري جونز يعلن إلغاء خططه لحرق نسخ من القرآن بالتزامن مع هجمات 11 سبتمبر 2001، ويعلن إنه سيسافر إلى نيويورك ليلتقي "بالإمام عبد الرؤوف" بعد أن حصل على تعهد منه بأنه سينقل مقر المركز الإسلامي الذي كان من المقرر بناؤه بالقرب من الموقع السابق لمركز التجارة العالمي الذي دمر في هجمات سبتمبر. (بي بي سي) - هجوم انتحاري على مطار مقديشو الدولي أثناء تواجد مبعوثين دوليين فيه، وحركة الشباب الاسلامية الصومالية تعلن مسؤوليتها عن الهجوم. (بي بي سي) |     |       |      |      |
| 10 سبتمبر 2010 (الجمعة) | عدل | تاريخ | راقب | تصفح |

| \| 11 سبتمبر 2010 (السبت) \| عدل \| تاريخ \| راقب \| تصفح \| |     |       |      |      |
| - الرئيس الأمريكي باراك أوباما يقول إنه أبلغ رئيس الوزراء الإسرائيلي بنيامين نتنياهو إن تمديد وقف بناء مستوطنات جديدة في الضفة الغربية سيكون منطقيًا مع تقدم محادثات السلام مع الفلسطينيين. (رويترز) - الرئيس الأفغاني حامد قرضاي يدعو زعيم طالبان الملا عمر إلى الحوار وإلقاء السلاح والإنضمام إلى محادثات السلام الهادفة إلى إنهاء مسلسل العنف والمعارك المستمر منذ نحو عشرة أعوام. (رويترز) |     |       |      |      |
| 11 سبتمبر 2010 (السبت) | عدل | تاريخ | راقب | تصفح |

| \| 12 سبتمبر 2010 (الأحد) \| عدل \| تاريخ \| راقب \| تصفح \| |     |       |      |      |
| - مقتل ثلاثة فلسطينيين أحدهم في التسعين من عمره في قصف إسرائيلي على بلدة بيت حانون في قطاع غزة. (الجزيرة) - رئيس الوزراء الإسرائيلي بنيامين نتنياهو (في الصورة) يجدد شرطه بموافقة الفلسطينيين على يهودية دولة إسرائيل للاعتراف بدولة مستقلة لهم، بينما أكدت السلطة الوطنية الفلسطينية رفضها التفاوض بشأن هذا الأمر. (الجزيرة) - الفرز الأولي في مراكز الاستطلاع التركية يشير إلى أن الأتراك موافقون على التعديلات الدستورية المقترحة من الحكومة. (العربية) - القس الأمريكي تيري جونز يعلن أن كنيسته لن تحرق القرآن أبدًا. (العربية) |     |       |      |      |
| 12 سبتمبر 2010 (الأحد) | عدل | تاريخ | راقب | تصفح |

| \| 13 سبتمبر 2010 (الإثنين) \| عدل \| تاريخ \| راقب \| تصفح \| |     |       |      |      |
| - مستوطنون إسرائيليون يهددون بسحب تأييدهم لحكومة بنيامين نتنياهو وإسقاطها في حال ما لم تسمح الحكومة للمستوطنين باستئناف بناء منازل جديدة في المستوطنات بعد إنتهاء المهلة التي تتعلق بتجميد البناء في المستوطنات في 26 سبتمبر الجاري. (بي بي سي) - تحطم طائرة ركاب فنزويلية تقل أكثر من 43 راكبًا بالإضافه إلى طاقم الطائرة، ومعلومات عن نجاة 23 راكب منهم.-(سي إن إن) |     |       |      |      |
| 13 سبتمبر 2010 (الإثنين) | عدل | تاريخ | راقب | تصفح |

| \| 14 سبتمبر 2010 (الثلاثاء) \| عدل \| تاريخ \| راقب \| تصفح \| |     |       |      |      |
| - بدء الجولة الثانية من المفاوضات الفلسطينية - الإسرائيلية المباشرة في شرم الشيخ بحضور وزيرة الخارجية الأميركية هيلاري كلينتون، والمبعوث الأميركي للسلام في الشرق الأوسط جورج ميتشل يقول إن الأطراف بدأت المفاوضات الجادة حول القضايا الجوهرية. (بي بي سي) - رئيس الوزراء الياباني ناوتو كان (في الصورة) يحتفظ بمنصبه في رئاسة الحكومة بعد إعادة انتخابه زعيمًا للحزب الديمقراطي الياباني. (بي بي سي) - البرلمان الفرنسي يقر قانونًا يحظر ارتداء النقاب والبرقع نهائيًا في الأماكن العامة، وبقي أن يصادق عليه المجلس الدستوري قبل سريانه. (العربية) |     |       |      |      |
| 14 سبتمبر 2010 (الثلاثاء) | عدل | تاريخ | راقب | تصفح |

| \| 15 سبتمبر 2010 (الأربعاء) \| عدل \| تاريخ \| راقب \| تصفح \| |     |       |      |      |
| - وزيرة الخارجية الأمريكية هيلاري كلينتون (في الصورة) تقول إن الرئيس الفلسطيني محمود عباس ورئيس الوزراء الإسرائيلي بنيامين نتنياهو شرعا في العمل لحل القضايا الرئيسية في صراع الشرق الأوسط وتدعوهما إلى إغتنام اللحظة المواتية لحل الصراع على الرغم من التشاؤم الشديد من إمكانية تحقيق هدف الولايات المتحدة بحل القضايا الرئيسية من الصراع هذا العام. (العربية) - قصف إسرائيلي على رفح جنوب قطاع غزة يؤدي إلى سقوط قتيل من عمال حفر الأنفاق. (الجزيرة) - وفاة المفكر الجزائري محمد أركون. (الجزيرة) |     |       |      |      |
| 15 سبتمبر 2010 (الأربعاء) | عدل | تاريخ | راقب | تصفح |

| \| 16 سبتمبر 2010 (الخميس) \| عدل \| تاريخ \| راقب \| تصفح \| |     |       |      |      |
| - المبعوث الأمريكي للسلام في الشرق الأوسط جورج ميتشل يقول بعد لقائه بالرئيس السوري بشار الأسد إن جهود بلاده لحل الصراع الفلسطيني - الإسرائيلي لا تتعارض أو تتناقض مع هدفها بتحقيق السلام الشامل بما في ذلك السلام بين إسرائيل وسوريا. (رويترز) - إنفجار لغم أرضي بحافلة ركاب في محافظة حكّاري التركية يؤدي إلى مقتل 12 مدنيًا بينهم أطفال. (الجزيرة) - حركة طالبان تجدد دعوتها للأفغان إلى مقاطعة الانتخابات البرلمانية التي ستجرى يوم السبت القادم وتتوعد بتعطيلها. (الجزيرة) |     |       |      |      |
| 16 سبتمبر 2010 (الخميس) | عدل | تاريخ | راقب | تصفح |

| \| 17 سبتمبر 2010 (الجمعة) \| عدل \| تاريخ \| راقب \| تصفح \| |     |       |      |      |
| - مقتل القيادي في كتائب عز الدين القسام إياد شلباية في عملية نفذتها القوات الإسرائيلية في مخيم نور شمس قرب طولكرم في شمال الضفة الغربية. (العربية) - رئيس الجمعية الوطنية للتغيير محمد البرادعي (في الصورة) يقول إنه لا يرغب في أن يكون مرشحًا للتنافس على مقعد الرئاسة في الانتخابات القادمة، لكنه يتمنى أن يرى مصر دولة قائمة على الحداثة، وأن تعود لتحتل دورها الريادي والحضاري، ويبدي رغبته في أن ترضخ المؤسسة العسكرية لإرادة الشعب وليس العكس. (الجزيرة) - رئيس الوزراء الياباني ناوتو كان يكشف عن أعضاء حكومته الجديدة وذلك بعد أن قدم مجلس الوزراء استقالته بشكل جماعي أمس. (الجزيرة) |     |       |      |      |
| 17 سبتمبر 2010 (الجمعة) | عدل | تاريخ | راقب | تصفح |

| \| 18 سبتمبر 2010 (السبت) \| عدل \| تاريخ \| راقب \| تصفح \| |     |       |      |      |
| - رئيس حكومة جنوب السودان سيلفا كير (في الصورة) يقول إن السودان يخاطر باندلاع أعمال عنف على نطاق واسع إذا حدث أي تأجيل للاستفتاء المقرر في يناير المقبل. (رويترز) - الأفغان يدلون بأصواتهم في الانتخابات التشريعية وسط موجهة هجمات ضربت أنحاء البلاد بعد تهديدات من حركة طالبان بتقويض العملية الانتخابية. (بي بي سي) - إسرائيل تهدد باستئناف التعاون العسكري مع جورجيا في حال قيام روسيا ببيع صواريخ مضادة للسفن إلى سوريا. (بي بي سي) - أعضاء في حزب الله يستقبلون اللواء جميل السيد في مطار رفيق الحريري الدولي رغم استدعائه للتحقيق بتهمة تهديد رئيس الوزراء سعد الدين الحريري. (العربية) |     |       |      |      |
| 18 سبتمبر 2010 (السبت) | عدل | تاريخ | راقب | تصفح |

| \| 19 سبتمبر 2010 (الأحد) \| عدل \| تاريخ \| راقب \| تصفح \| |     |       |      |      |
| - وزير الخارجية الإسرائيلي أفيجدور ليبرمان (في الصورة) يدعو إلى بحث وضع عرب 48 في المفاوضات الحالية مع الفلسطينيين على أساس تبادل الأراضي والسكان وليس تبادل الأرض مقابل السلام فقط، وذلك طالما أصر الفلسطينيون ومعهم الدول العربية على رفض الاعتراف بإسرائيل كدولة يهودية. (بي بي سي) - تفجيران بسيارتين مفخختين يهزان العاصمة العراقية بغداد ويؤديان إلى مقتل 30 شخصًا على الأقل وإصابة 64 آخرين بجروح. (العربية) - موريتانيا تعلن انتهاء العملية العسكرية التي قادها الجيش الموريتاني ضد تنظيم القاعدة. (العربية) |     |       |      |      |
| 19 سبتمبر 2010 (الأحد) | عدل | تاريخ | راقب | تصفح |

| \| 20 سبتمبر 2010 (الإثنين) \| عدل \| تاريخ \| راقب \| تصفح \| |     |       |      |      |
| - رئيس السلطة الوطنية الفلسطينية محمود عباس (في الصورة) يقول إنه غير مستعد للتفاوض يومًا واحدًا مع الإسرائيليين في حال استئناف الاستيطان. (العربية) - انتحاري يشتبه في انتمائه لحركة الشباب الإسلامية يفجر نفسه داخل قصر الرئاسة الصومالي، ولا معلومات عن وجود ضحايا سوى منفذ الهجوم. (العربية) |     |       |      |      |
| 20 سبتمبر 2010 (الإثنين) | عدل | تاريخ | راقب | تصفح |

| \| 21 سبتمبر 2010 (الثلاثاء) \| عدل \| تاريخ \| راقب \| تصفح \| |     |       |      |      |
| - لجنة تابعة للأمم المتحدة تعلن إن إسرائيل وحركة حماس أخفقتا في إجراء تحقيقات مستقلة ملائمة حول ارتكاب جرائم حرب خلال الحرب الإسرائيلية على قطاع غزة شتاء عام 2008. (بي بي سي) - قوات مكافحة الشغب المصرية تشتبك مع محتجين في وسط القاهرة رددوا هتافات ضد الرئيس محمد حسني مبارك وابنه القيادي في الحزب الوطني الديمقراطي الحاكم جمال مبارك. (رويترز) - اللجنة الرباعية الدولية تدعو إسرائيل لتمديد تجميد الاستيطان في الضفة الغربية، وتؤكد أن التجميد له أثر إيجابي على سير المفاوضات التي يخوضها الإسرائيليون والفلسطينيون برعاية أميركية منذ نحو شهر. (الجزيرة) - رئيس الوزراء الصومالي عمر شارماركي يستقيل من منصبه على ضوء الخلافات مع الرئيس شريف شيخ أحمد وتعرضه لضغوط استمرت لأشهر تطالبه بالتنحي. (الجزيرة) |     |       |      |      |
| 21 سبتمبر 2010 (الثلاثاء) | عدل | تاريخ | راقب | تصفح |

| \| 22 سبتمبر 2010 (الأربعاء) \| عدل \| تاريخ \| راقب \| تصفح \| |     |       |      |      |
| - القوات الإسرائيلية تقتحم ساحة المسجد الأقصى في البلدة القديمة بالقدس الشرقية وذلك لإخراج متظاهرين فلسطينيين ألقوا الحجارة على الحائط الغربي للحرم الذي يصلي عنده اليهود وذلك حسب ما أفاد متحدث باسم الشرطة الإسرائيلية، وأتت هذه الأحداث بعد قيام حارس أمن إسرائيلي بقتل فلسطيني في حي بالقدس الشرقية. (العربية) - انفجار في عرض عسكري في مهاباد الإيرانية يؤدي إلى مقتل نحو 10 أشخاص وإصابة 20 آخرين معظمهم من النساء والأطفال. (بي بي سي) - مقتل أربعة جنود يمنيين وإصابة سبعة مدنيين إثر اشتباكات في مدينة الحوطة في محافظة شبوة بين القوات اليمنية ومسلحين يشتبه في انتمائهم لتنظيم القاعدة. (الجزيرة) |     |       |      |      |
| 22 سبتمبر 2010 (الأربعاء) | عدل | تاريخ | راقب | تصفح |

| \| 24 سبتمبر 2010 (الجمعة) \| عدل \| تاريخ \| راقب \| تصفح \| |     |       |      |      |
| - الرئيس الفلسطيني محمود عباس يجدد في لقائه مع ممثلين من الجالية الفلسطينية في الولايات المتحدة تحذيره من أن مفاوضات السلام مع إسرائيل ستعلق إذا استأنفت الأخيرة نشاطات الاستيطان في الضفة الغربية بعد إنقضاء فترة التجميد المؤقت لها خلال أيام. (بي بي سي) - منظمة الأغذية والزراعة - الفاو تعقد اجتماعًا في مقرها بروما لبحث المخاوف العالمية من ارتفاع أسعار الأغذية. (بي بي سي) |     |       |      |      |
| 24 سبتمبر 2010 (الجمعة) | عدل | تاريخ | راقب | تصفح |

| \| 25 سبتمبر 2010 (السبت) \| عدل \| تاريخ \| راقب \| تصفح \| |     |       |      |      |
| - حركتا فتح وحماس تتفقان على مسار وخطوات التحرك نحو المصالحة وذلك بحسب بيان صادر عن الجانبين بعد اجتماع في دمشق عقد بين قياديين من حركة حماس برئاسة رئيس المكتب السياسي خالد مشعل وآخرين من حركة فتح برئاسة عزام الأحمد. (العربية) - القائمة العراقية بزعامة رئيس الوزراء الأسبق إياد علاوي تعلن أنها لن تشارك في أية حكومة يرأسها رئيس الوزراء المنتهية ولايته نوري المالكي وذلك لأنها ترى أن النموذج الحالي لإدارة الدولة نموذج غير صالح للتكرار ولذا سيتعذر على القائمة المساهمة أو المشاركة في أي حكومة قادمة يرأسها المالكي. (الجزيرة) - بيان صادر من قادة عدد من الدول شاركوا في اجتماع بشأن مستقبل السودان يقول إنهم تلقوا تعهدات من شريكي الحكم في الشمال والجنوب ببذل كل الجهود لضمان إجراء الاستفتاء على مصير جنوب السودان في موعده المقرر في يناير / كانون الثاني المقبل. (الجزيرة) - انتخاب إد ميلباند (في الصورة) زعيمًا لحزب العمال في المملكة المتحدة بعد منافسةٍ مع أخيه ديفيد ميلباند وإد بولز وأندي بيرنهام ودايان أبوت. (بي بي سي) |     |       |      |      |
| 25 سبتمبر 2010 (السبت) | عدل | تاريخ | راقب | تصفح |

| \| 27 سبتمبر 2010 (الإثنين) \| عدل \| تاريخ \| راقب \| تصفح \| |     |       |      |      |
| - رئيس السلطة الوطنية الفلسطينية محمود عباس يطالب رئيس الوزراء الإسرائيلي بنيامين نتنياهو بتمديد العمل بتجميد الاستيطان لثلاثة أو أربعة أشهر لإعطاء فرصة لمفاوضات السلام، ومستوطنات الضفة الغربية تستأنف أعمال البناء على نطاق محدود مباشرة مع انتهاء مهلة التجميد. (العربية) - الرئيس اللبناني ميشال سليمان (في الصورة) يدعو المحكمة الدولية الخاصة بالنظر بقضية اغتيال رئيس الوزراء السابق رفيق الحريري لأن تستعيد مصداقيتها وتظهر استقلاليتها بالابتعاد عن التسييس. (الجزيرة) - وزير خارجية السودان علي كرتي ينتقد المسؤولين الأمريكيين عن الملف السوداني وذلك لأنهم حسب رأيه لا يملكون الشجاعة لمواجهة المنظمات الأميركية التي تعادي حكومة بلاده، كما انتقد قادة الحركة الشعبية لتحرير السودان في جنوب السودان ورئيسها سيلفا كير لأنها تمارس ما أسماه الإرهاب لمنع الجنوبيين من التصويت للوحدة مع الشمال، ويؤكد أن هناك أيادي خفية تحركهم. (الجزيرة) |     |       |      |      |
| 27 سبتمبر 2010 (الإثنين) | عدل | تاريخ | راقب | تصفح |

| \| 28 سبتمبر 2010 (الثلاثاء) \| عدل \| تاريخ \| راقب \| تصفح \| |     |       |      |      |
| - قصف إسرائيلي على وسط قطاع غزة يؤدي إلى مقتل ثلاثة فلسطينيين وإصابة إثنين آخرين ينتمون إلى حركة الجهاد الإسلامي، وأسفر القصف عن انفجارين، والناطقة باسم الجيش الإسرائيلي تعلن أن الغارة استهدفت مجموعة من المسلحين كانوا يجهزون صاروخًا لإطلاقه على إسرائيل. (بي بي سي) - محكمة مصرية تخفف حكم الإعدام الصادر بحق المتهمين في قضية مقتل المغنية اللبنانية سوزان تميم وهم رجل الأعمال هشام طلعت مصطفى إلى السجن 15 عامًا، كما حكمت بالحبس المؤبد على ضابط أمن الدولة السابق والمتهم الأول في تنفيذ جريمة القتل محسن السكري. (العربية) |     |       |      |      |
| 28 سبتمبر 2010 (الثلاثاء) | عدل | تاريخ | راقب | تصفح |

| \| 30 سبتمبر 2010 (الخميس) \| عدل \| تاريخ \| راقب \| تصفح \| |     |       |      |      |
| - محكمة هندية تصدر حكمًا لصالح تقاسم أرض مسجد بابري المتنازع عليه بين الهندوس والمسلمين منذ عشرات السنين، على أن يمنح للمسلمين ثلث الأرض ويتم تقاسم الثلثين الباقيين على الجماعات الهندوسية، ومحامي الدفاع عن المسلمين يعلن إنه سيطعن في الحكم أمام محكمة النقض. (بي بي سي) - حشود من قوات الأمن الإكوادورية تخرج في احتجاجات على سياسة التقشف الاقتصادي لحكومتهم بعد إقرارها لقانون يلغي العلاوات والبدلات التي يحصل عليها الموظفون في الحكومة بمن فيهم قوات الجيش والشرطة، والرئيس رفاييل كوريا (في الصورة) يقول بعدما أجبر على الفرار من من ثكنة رئيسية لقوات الأمن في العاصمة كيتو إن السبب في هذه الأعمال هي المعارضة وقطاعات من قوات الجيش والشرطة، ويصف الأحداث بأنها محاولة انقلابية. (بي بي سي) |     |       |      |      |
| 30 سبتمبر 2010 (الخميس) | عدل | تاريخ | راقب | تصفح |

بوابة:أحداث جارية/سبتمبر 2010/تقويم
| أحداث جارية |
| --- |
| - أزمة الدين الحكومي اليوناني - جائحة فيروس كورونا 2019–20 - التدخل العسكري الروسي في أوكرانيا - التدخل العسكري الروسي في سوريا - الحرب الأهلية السورية - الهجوم على شمال غرب سوريا (2024) - الحرب الأهلية السودانية 2023 - عملية طوفان الأقصى - الحرب الفلسطينية الإسرائيلية (الخط الزمني) - صراع حزب الله وإسرائيل (2023–الآن) - - أزمة البحر الأحمر - الهجمات على القواعد الأمريكية في العراق وسوريا 2023 - الأزمة الإنسانية في غزة (2023 – الآن) تفاصيل أكثر النزاعات الجارية أدناه |

| وفيات حديثة |
| --- |
| - 16 مارس: أنطوان كرباج - 16 مارس: إيميلي ديكيني - 17 مارس: لي شاو كي - 17 مارس: أبو إسحاق الحويني - 17 مارس: أبو حمزة - 17 مارس: جون فرازير (لاعب كرة قدم بريطاني) - 18 مارس: قسطنطين رودريغيز - 18 مارس: محمود أبو وطفة - 18 مارس: نادية كاسيني - 18 مارس: ولامير ماركيز - 18 مارس: دينيز باوتشر - 18 مارس: عبد الرحمن حاجي أحمدي - 18 مارس: مارشال راوش - 18 مارس: عصام الدعاليس - 18 مارس: جان ميشيل (سياسي) - 19 مارس: أندريا ديليباشيتش - 19 مارس: هيرنان غودوي - 20 مارس: عثمان سيناف - 20 مارس: إدي جوردان - 20 مارس: نورمان كلارك |

| نزاعات جارية |
| --- |
| - التدخل العسكري الدولي ضد تنظيم الدولة الإسلامية (داعش) - الكاميرون - الحرب الأهلية الكاميرونية - جمهورية إفريقيا الوسطى - حرب جمهورية إفريقيا الوسطى الأهلية (2012–الآن) - جمهورية الكونغو الديموقراطية - تمرد القوات الديمقراطية المتحالفة - صراع كيفو - الحرب الأهلية الأثيوبية (2018-حاليا) - صراع أمهرة [الإنجليزية] - موزمبيق - التمرد الإسلاموي في موزمبيق - نيجيريا - تمرد بوكو حرام - التمرد الإسلامي في الساحل - تمرد الجهاديين في بوركينا فاسو · حرب مالي - الحرب الأهلية الصومالية - الحرب في الصومال (2009–الآن) - السودان - الحرب الأهلية السودانية 2023 - النزاع في أفغانستان - النزاع بين طالبان والدولة الإسلامية في أفغانستان - صراع بنجشير - الهند - التمرد في جامو وكشمير - العصيان الماوي-الناكسالي - إندونيسيا - أزمة بابوا - الصراع الداخلي في ميانمار - الحرب الأهلية في ميانمار (2021-الحاضر) - باكستان - صراع بلوشستان - عصيان خيبر بختونخوا - الصراع الأهلي في الفلبين - التمرد الشيوعي في الفلبين - الحرب الروسية الأوكرانية - الغزو الروسي لأوكرانيا 2022 - صراع العراق (2003–الآن) - التمرد العراقي (2017–الآن) - صراع إسرائيل وغزة - الحرب الفلسطينية الإسرائيلية 2023 - هجمات الحوثيين على إسرائيل (2023 - 2024) - الحرب الأهلية السورية - التدخل الأجنبي في الحرب الأهلية السورية - تركيا - الولايات المتحدة - اليمن - الحرب الأهلية اليمنية (2014–الآن) - التدخل العسكري في اليمن |